# Masakazu Kawabe
Masakazu Kawabe (河辺 正三, Kawabe Masakazu, 5 de desembre de 1886 - 2 de març de 1965) va ser un general de l'exèrcit imperial japonès. Va ocupar comandaments importants a l'Exèrcit Imperial Japonès durant la Segona Guerra Sino-japonesa, i durant la Segona Guerra Mundial a la campanya de Birmània i la defensa de la pàtria japonesa al final de la guerra. També era el germà gran del general Torashirō Kawabe.

## Biografia

### Carrera inicial
Originari de la prefectura de Toyama, Kawabe es va graduar a la 19a promoció de l'Acadèmia de l'Exèrcit Imperial Japonès el 1907 i a la 27a promoció de l'Acadèmia de l'Estat Major de l'Exèrcit el 1915. De 1927 a 1929, va servir com a instructor al Acadèmia de la Guerra. Després va ser assignat com a agregat militar a Suïssa de 1918 a 1921 i a Berlín, Alemanya, de 1929 a 1932. Ascendit a coronel d'infanteria el 1932, va servir en una sèrie de tasques d'estat major al seu retorn al Japó, abans de ser assignat al comandament de el 6è Regiment d'Infanteria de l'exèrcit imperial de 1932 a 1933.
Kawabe va passar a ser comandant de l'Escola d'Infanteria de 1933 a 1934, i va ser cap de la 1a Secció de la Inspecció General d'Ensenyament Militar de 1934 a 1936. Va ser ascendit a general de brigada el 1936.

### Segona guerra sino-japonesa
Al començament de la Segona Guerra sino-japonesa, Kawabe va ser enviat a la Xina per prendre el comandament de la Brigada Permanent de la Xina, que havia estat involucrada en l'incident del pont Marco Polo. A mesura que la guerra es va expandir, va ser nomenat cap d'estat major adjunt de l'exèrcit de l'àrea del nord de la Xina des del 26 d'agost de 1937 fins al 14 d'abril de 1938, quan va esdevenir cap d'estat major de l'exèrcit expedicionari de la Xina Central del 15 de febrer de 1938 al 31 de gener de 1939.
Kawabe va ser ascendit a general de divisió el març de 1939. Durant la seva estada a la Xina, va participar en la batalla de Xuzhou, Honan del nord i l'est, a la batalla de Wuhan, l'operació de Canton, a la batalla de Nanchang, a la batalla de Suixian-Zaoyang, a la batalla de Changsha i a l'ofensiva d'hivern de 1939-40. Del 12 de setembre de 1939 al 14 d'octubre de 1940 Kawabe va ser convocat al Japó i va ocupar el poderós càrrec d'inspector general d'entrenament militar. Tanmateix, va tornar a la Xina com a comandant en cap de la 12a Divisió el març de 1940, servint sota l'exèrcit de Kwantung. Promogut a comandant en cap del Tercer Exèrcit el març de 1941, va ser posteriorment cap d'estat major de l'Exèrcit expedicionari de la Xina del 17 d'agost de 1942 al 18 de març de 1943.

### Guerra del Pacífic

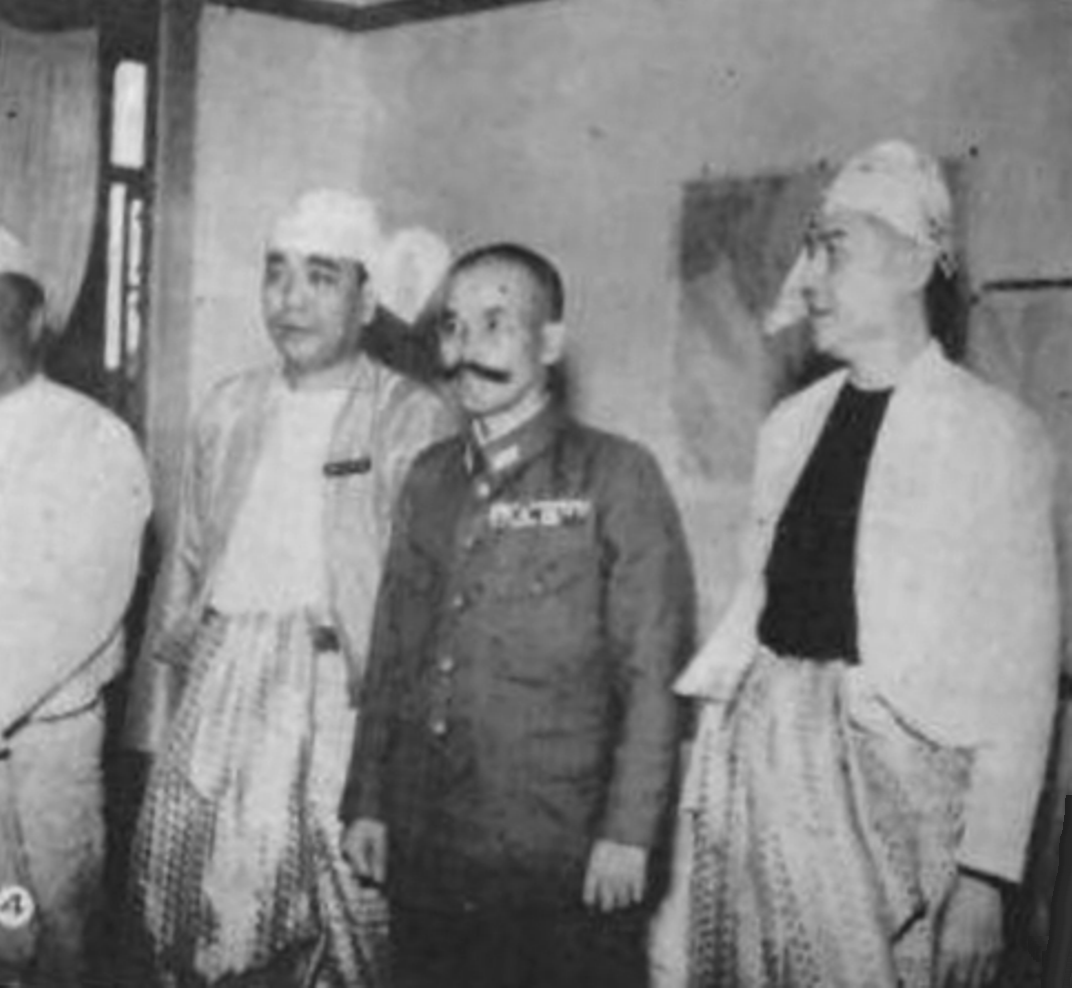
El general Masakazu Kawabe amb els líders birmans durant el seu temps com a comandant de l'exèrcit japonès de l'àrea de Birmània, Rangoon 1943.

El març de 1943, Kawabe va ser traslladat al front sud com a comandant en cap de l'exèrcit de l'àrea de Birmània. En arribar a Birmània va estar convençut de donar suport a Renya Mutaguchi, comandant del Quinzè Exèrcit i un antic camarada d'armes, en els seus plans per a un atac preventiu contra les forces britàniques a Imphal. L'objectiu d'aquesta ofensiva era interrompre l' acumulació dels aliats en aquella zona, i potser, si tot anava bé, donar lloc a una invasió d'Assam i l'Índia britànica. Aquest pla va ser fortament oposat per la majoria dels comandants de Kawabe, així com per Masazumi Inada, Vicecap d'Estat Major de l'Exèrcit Expedicionari del Sud amb seu a Singapur. Especialment, es va pensar que la difícil situació de subministrament era un obstacle important. No obstant això, l'octubre de 1943, Inada va ser destituït del seu càrrec a causa d'un incident diplomàtic amb Tailàndia i al desembre el pla va ser aprovat pel general Hisaichi Terauchi i el primer ministre Hideki Tōjō en entendre que l'operació seria purament defensiva.
El pla de Mutaguchi va ser un gran desastre per a l'exèrcit japonès, que va provocar les més altes baixes de qualsevol operació durant tota la guerra i la pèrdua de Birmània. Durant les últimes etapes d'aquesta ofensiva, Kawabe va quedar postrat al llit amb disenteria amebiana. Kawabe va ser rellevat pel general Heitarō Kimura el 30 d'agost de 1944 i va tornar al Japó.
Kawabe va servir durant un breu temps al Consell Suprem de Guerra. En les etapes finals de la guerra, es necessitaven comandants experimentats per organitzar les defenses de les illes d'origen japoneses. Kawabe es va convertir en comandant en cap de l'exèrcit del districte central l'1 de desembre de 1944, també es va convertir en comandant en cap del 15è exèrcit d'àrea des de la seva formació l'1 de febrer de 1945 fins al 7 d'abril de 1945. Kawabe va ser ascendit a general ple el març de 1945. El 8 de març de 1945. L'abril de 1945 va prendre el comandament de l'Exèrcit General de l'Aire, format per les unitats aèries restants al Japó, Corea i Okinawa , per a la defensa final del Japó contra la prevista invasió aliada.
Després de la rendició del Japó, Kawabe va ser retingut per les autoritats d'ocupació SCAP per ajudar a la desmobilització de l'exèrcit japonès, substituint Kenji Doihara després que aquest últim fos arrestat i jutjat per crims de guerra. Kawabe es va retirar a finals de 1945 i va morir 20 anys després.

## Dates de promoció
Rikugun-Shōi - 26 de desembre de 1907
 Rikugun-Chūi -30 de novembre de 1910
 Rikugun-Tai-i - 6 d'agost de 1917
 Rikugun-Shōsa - 6 d'agost de 1923
 Rikugun-Chūsa - 26 de juliol de 1927
 Rikugun-Taisa – 1 d'agost de 1931
 Rikugun-Shōshō - 7 de març de 1936
 Rikugun-Chūjō - 9 de març de 1939
 Rikugun-Taishō - 9 de març de 1945

## Condecoracions
Orde del Sol Naixent de 1a classe
 Orde del Milà d'Or de  2a classe
 Orde del Tresor Sagrat de 5a classe
 Medalla Commemorativa de l'Entronització Taisho
 Medalla de la Guerra 1914-1920
 Medalla Commemorativa de l'Entronització Showa
 Medalla de l'Incident Xinès de 1931-1934
 Medalla de l'Incident Xinès de 1937-45
 Medalla Commemorativa del 2600è Aniversari Nacional
 Medalla commemorativa de la fundació d'un Estat (Manxukuo)
 Medalla commemorativa de la visita de l'emperador al Japó (Manxukuo)
 Legió d'Honor (França)